# Seimu
Seimu (jap. 成務天皇, Seimu-tennō; * 84; † 191) war nach den alten Schriften Kojiki und Nihonshoki der 13. Tennō von Japan (131–190). Die meisten Historiker halten ihn für eine mythologische Figur, und nur wenige sehen in ihm eine reale Person, die sich mit historischen Fakten belegen lässt. 